# Вест Појнт (Њујорк)
Вест Појнт (енгл. West Point) насељено је место без административног статуса у америчкој држави Њујорк.

## Демографија
По попису из 2010. године број становника је 6.763, што је 375 (-5,3%) становника мање него 2000. године.
| Група             | 2000.         | 2010.         |
| Белци             | 5.610 (78,6%) | 5.066 (74,9%) |
| Афроамериканци    | 649 (9,1%)    | 459 (6,8%)    |
| Азијати           | 239 (3,3%)    | 317 (4,7%)    |
| Хиспаноамериканци | 468 (6,6%)    | 658 (9,7%)    |
| Укупно            | 7.138         | 6.763         |